# Алі Акбар Хашемі Рафсанджані
Акба́р Хашемі́ Рафсанджані́ (перс. ‌اکبر هاشمی رفسنجانی, Akbar Hāshemī Rafsanjānī, هاشمی بهرمانی Хашемі Бахрамані; нар. 25 серпня 1934, Нуг, Керман, Імперська Держава Іран — пом. 8 січня 2017, Тегеран, Іран) — іранський політик і письменник, 4-й Президент Ірану (1989—1997). Був членом Ради експертів з 1989 до смерті та головою Ради експертів з 2007 до 2011, голова Ради доцільності Ірану (1989—2017). Голова Меджлісу в 1980—1989. З 1980 вважався одним із найвпливовіших політиків в Ірані.

## Життєпис
Під час Ірано-іракської війни був фактичним командувачем збройних сил Ірану.
На виборах Президента Ірану 2005 року отримав першість у першому турі, але поступився у другому турі Махмуду Ахмадінежаду.
У 1997, в ході розслідування вбивств у ресторані Міконос в Німеччині, було з'ясовано, що Хашемі Рафсанджані (тогочасний Президент Ірану), Аятола Алі Хаменеї (Верховний лідер), Алі Акбар Велаяті (міністр зовнішніх справ) та Алі Фаллахіан (міністр розвідки) мали роль у вбивствах опозиційних активістів в Європі.
У 2006 Аргентина видала міжнародний ордер на арешт Рафсанджані та іще 8 іранських високопосадовців через звинувачення в організації теракту в Буенос-Айресі в 1994 році.
Називають найзаможнішою людиною Ірану.
11 травня 2013 року Рафсанджані подав документи на реєстрацію кандидатом на виборах Президента Ірану.
8 січня 2017 року у віці 82 років помер від серцевого нападу. До останнього залишався головою Ради доцільності.
На Заході вважався реформатором